# Liste der Länderspiele der simbabwischen Futsalnationalmannschaft
Die Liste der Länderspiele der simbabwische Futsalnationalmannschaft beinhaltet alle A-Länderspiele der simbabwischen Futsalnationalmannschaft; sie trat nur selten zu Länderspielen an.
| Nr. | Datum      | Ergebnis | Gegner     | Austragungsort | Anlass                | Bemerkung                     |
| --- | ---------- | -------- | ---------- | -------------- | --------------------- | ----------------------------- |
| 01  | 06.01.1989 | 1:5      | Italien    | Rotterdam      | FIFA Futsal World Cup | Erstes Spiel gegen Italien    |
| 02  | 07.01.1989 | 1:5      | USA        | Rotterdam      | FIFA Futsal World Cup | Erstes Spiel gegen die USA    |
| 03  | 08.01.1989 | 1:4      | Australien | Rotterdam      | FIFA Futsal World Cup | Erstes Spiel gegen Australien |
| 04  | 25.09.1996 | 6:6      | Ägypten    | Kairo          | WM-Qualifikation      | Erstes Spiel gegen Ägypten    |
| 05  | 27.09.1996 | 2:9      | Ghana      | Kairo          | WM-Qualifikation      | Erstes Spiel gegen Ghana      |
| 06  | 29.09.1996 | 9:1      | Zaire      | Kairo          | WM-Qualifikation      | Erstes Spiel gegen Zaire      |
| 07  | 30.09.1996 | 4:0      | Somalia    | Kairo          | WM-Qualifikation      | Erstes Spiel gegen Somalia    |
| 08  | 08.04.2012 | 5:2      | Sudan      | Chitungwiza    | CAF WM-Qualifikation  | Erstes Spiel gegen den Sudan  |
| 09  | 05.05.2012 | 2:4      | Südafrika  | Turffontein    | CAF WM-Qualifikation  | Erstes Spiel gegen Südafrika  |
| 10  | 19.05.2012 | 1:1      | Südafrika  | Turffontein    | CAF WM-Qualifikation  |                               |